# Videolog.tv
Videolog foi um portal de compartilhamento de vídeos do Brasil. Criado em Maio de 2004 por Ariel Alexandre e Edson Mackeenzy, se tornou um dos maiores sites do gênero no país.

## Popularidade
Em 2006, o Videolog, formou uma parceria com o UOL. Nesta oportunidade, o Videolog foi então apontado como tendo 170.000 usuários registrados, 95% deles do Brasil, e mais de 190.000 vídeos, bem como 1.5 milhões de visitantes únicos por mês, 35 milhões de page views e 3.5 milhões de vídeos acessados diariamente. A parceria foi encerrada em novembro de 2010.
Após essa experiência o Videolog se uniu ao portal de notícias brasileiro R7, do Grupo Record. O portal informou que em 2010, o Videolog recebeu 80 milhões de visitantes únicos e 250 milhões de vídeos foram acessados.
Em Dezembro de 2011, o Videolog.tv foi listado na posição #300 do ranking de sites mais acessados do Brasil, e #12404 na estatística global de sites visitados, pelo Alexa.
A parceria com o R7 encerrou-se em 2014 e agora o Videolog faz parte da rede Batanga Media.
Em janeiro de 2015 o site encerrou suas atividades oficialmente no Brasil.

## Recursos
O Videolog permitia ao usuário o envio de vídeos limitados a 25 minutos de duração, além de 400 MB, exceto para os Videologgers PRO que podiam enviar vídeos com duração ilimitada e tamanho máximo de 700 MB..
O tocador também suportava Alta Definição em 1280x720 (720p).
Uma das regras de uso do Videolog era o licenciamento em Creative Commons dos vídeos postados na plataforma. 